# Eridanos (Athen)

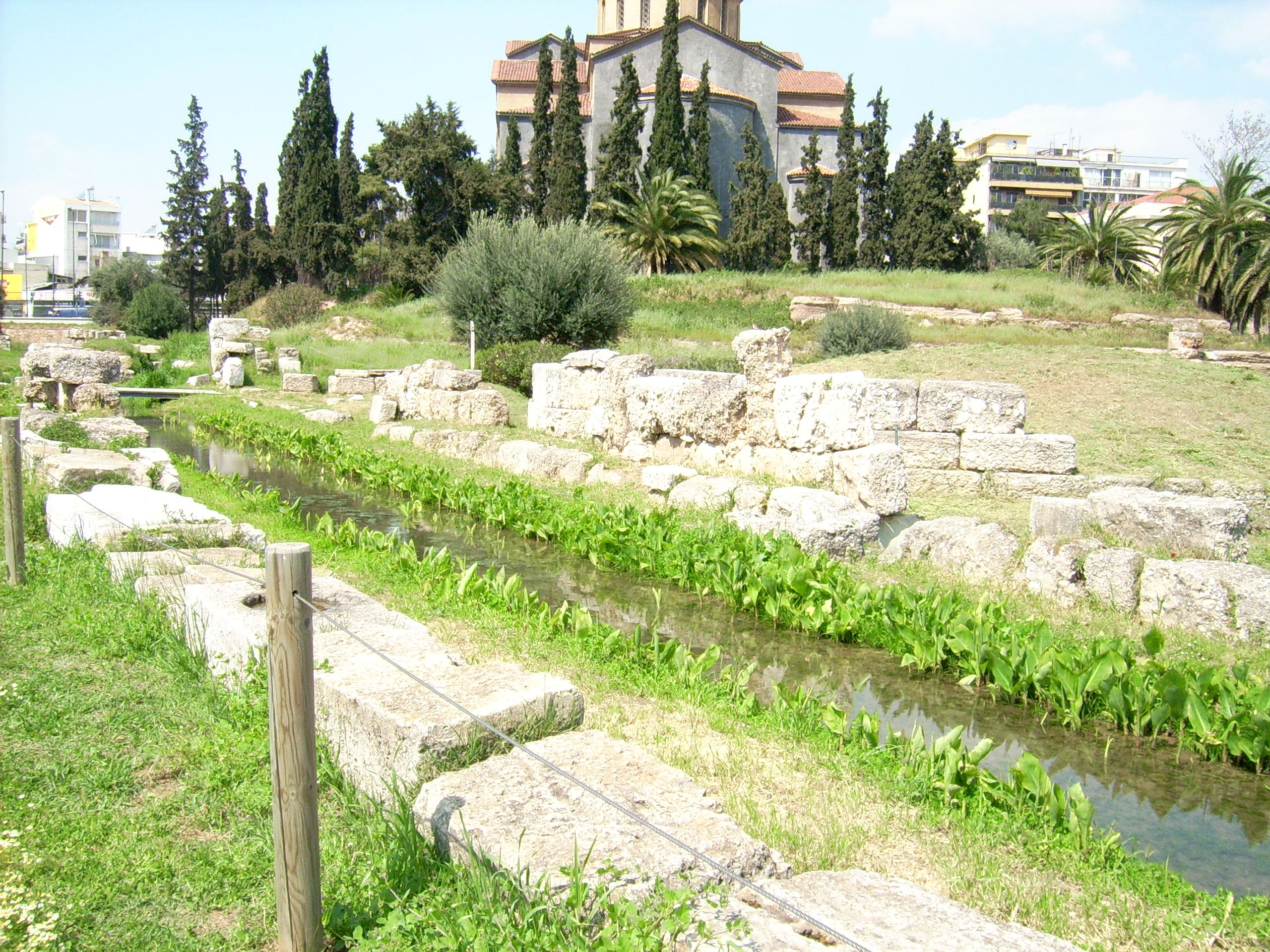
Blick den Eridanos auf dem Kerameikos entlang, März 2008

Der Eridanos (neugriechisch Ηριδανός Iridanós) ist ein schmaler Bach in Athen.
Die Quelle des Eridanos liegt am Fuße des Lykabettos-Hügels. Er fließt durch das Gebiet der Agora der antiken Stadt in das heutige archäologische Gelände des antiken Töpferviertels Kerameikos. Sein Lauf war schon in der Antike hauptsächlich unterirdisch und lag nur außerhalb der archaischen Stadtmauer an der Oberfläche. Mehrfach wird er in der antiken Literatur erwähnt. Der Bach wurde schon in der Antike begradigt und befestigt.

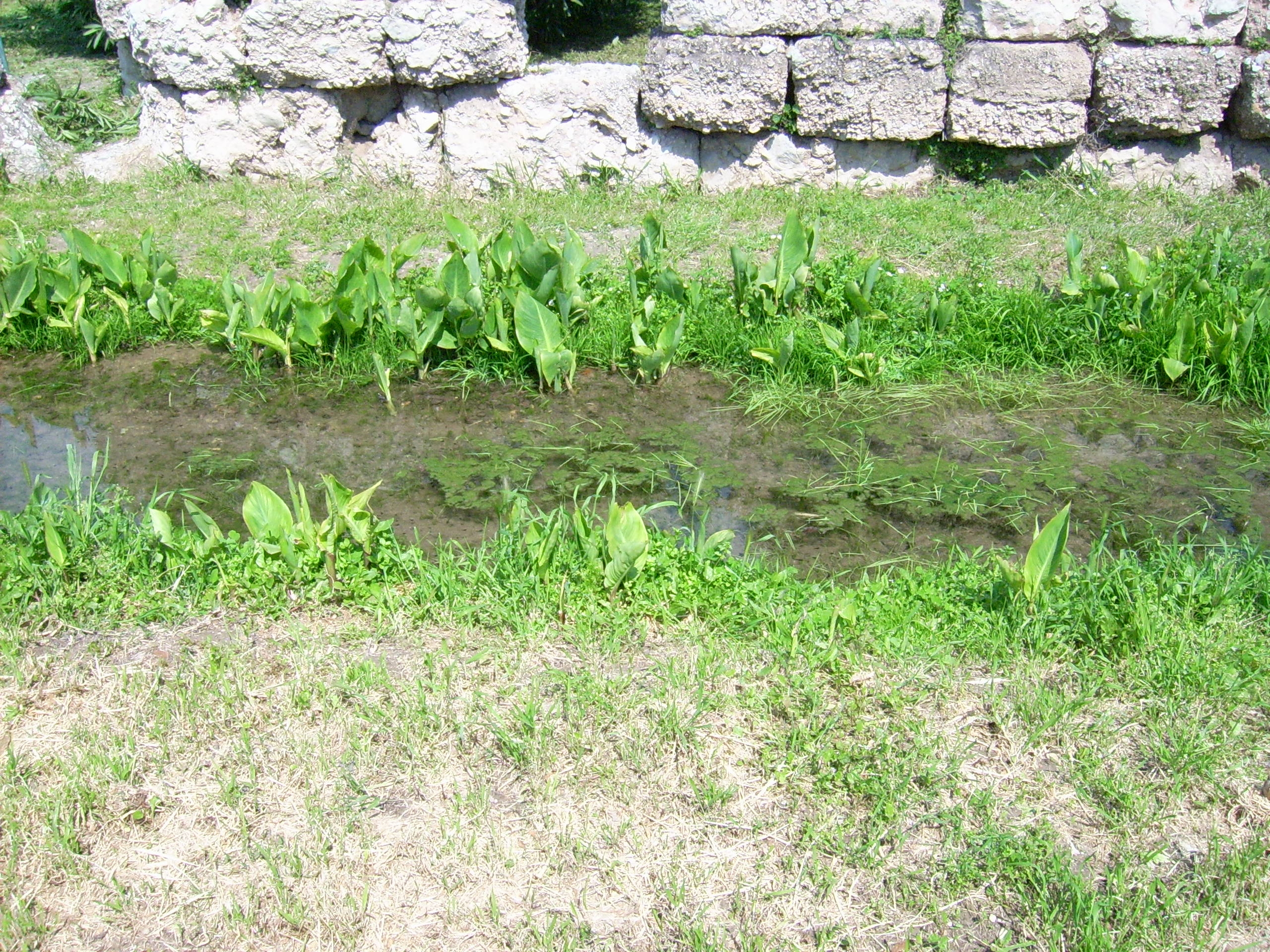
Blick auf die Vegetation und den Untergrund des Baches

In den 1990er Jahren wurde er während der Bauarbeiten für die Athener Untergrundbahn wiederentdeckt. Sein Wasser verursachte des Öfteren beträchtliche technische Probleme. Durch den Eridanos wird der Kerameikos heute zu einem artenreichen Biotop. So gibt es dort große Populationen griechischer Landschildkröten und Lurche. Bei Ausgrabungen 2002 wurde der Bach umgeleitet, unter dem Flussbett fanden sich der Kouros vom Heiligen Tor des Dipylon-Meisters und andere bedeutende Funde.